# Selección de fútbol de Zimbabue
La selección de fútbol de Zimbabue es el equipo representativo en las competiciones oficiales de este país, cuya organización está a cargo de la Asociación de Fútbol de Zimbabue, perteneciente a la Confederación Africana de Fútbol.

## Historia

### Rodesia del Sur
Mientras el país era una colonia británica se formó la selección de Rodesia del Sur, que jugó su primer partido el 26 de junio de 1939 contra un combinado de Inglaterra.  Esta selección nunca llegó a ser reconocida por la FIFA, pero continuó jugando distintos partidos amistosos hasta la década de 1960. En 1946 se enfrentó a Rodesia del Norte -la actual Zambia- perdiendo por 0:4, y el primer partido contra una selección nacional "A" lo disputó contra Australia el 14 de junio de 1950, cayendo derrotada por 0:5.

### Rodesia
Tras autoproclamar en 1965 la independencia, los colonos blancos crearon la selección de Rodesia, la cual fue reconocida por la FIFA ese mismo año y se integró en la Confederación Asiática de Fútbol, participando en las eliminatorias del Mundial de 1970. La selección disputó con esta denominación once partidos reconocidos como internacionales todos ellos entre 1967 y 1969, tres de ellos oficiales contra Australia, y los ocho restantes con carácter amistoso, contra las selecciones de Malawi y Mauricio.
En 1980 al permitirse la participación política de los ciudadanos de raza negra se proclamó la República de Zimbabue y se creó la actual selección nacional. Aunque en términos políticos se considera que el actual estado se creó en 1980, en términos deportivos la FIFA considera que la Federación de Zimbabue se fundó y se integró en esta organización en 1965.

### Zimbabue
La selección de Zimbabue se inscribió inmediatamente en la Confederación Africana de Fútbol y disputó su primer partido el día 20 de abril de 1980 frente a Mozambique partido el cual terminó goleando 6:0 a esta última. A lo largo de toda su historia casi siempre se ha enfrentado a otros países africanos, hasta que en 1997 disputó un torneo amistoso triangular en Malasia contra Bosnia y Vietnam.
Su más destacado jugador ha sido el célebre guardamenta del Liverpool F.C. Bruce Grobbelaar, quien aunque había nacido en Sudáfrica ya había disputado algún partido con la selección juvenil de Rodesia. En 1992 obtuvo la nacionalidad zimbabuesa y se integró en la selección nacional, disputando un total de 32 encuentros internacionales hasta su retirada en 1998 a la edad de 41 años.
Para disputar la fase final de la Copa Africana de Naciones tuvo que esperar 24 años.
En el año 2004 Zimbabue debuta en la Copa Africana en la cual parte perdiendo 1:2 frente a Egipto, para luego perder 3:5 frente a Camerún y por último consigue una victoria de 2:1 frente a Argelia. Dos años más tarde fue nuevamente partícipe de la Copa Africana de Naciones en la cual debuta perdiendo 0:2 frente a Senegal, para luego volver a perder 0:2 esta vez a manos de Nigeria y ya para terminar la fase de eliminación de grupos consigue una victoria de 2:1 frente al seleccionado de Ghana.
En 2015 fue descalificada por la FIFA para participar en las eliminatorias para la Copa del Mundo 2018, a causa de una deuda impaga al exdirector técnico José Claudinei Georgini.

## Resultados

### Copa Mundial de Fútbol
| Copa Mundial de Fútbol | Copa Mundial de Fútbol  | Copa Mundial de Fútbol  | Copa Mundial de Fútbol  | Copa Mundial de Fútbol  | Copa Mundial de Fútbol  | Copa Mundial de Fútbol  | Copa Mundial de Fútbol  |
| Año                    | Ronda                   | J                       | G                       | E                       | P                       | GF                      | GC                      |
| ---------------------- | ----------------------- | ----------------------- | ----------------------- | ----------------------- | ----------------------- | ----------------------- | ----------------------- |
| 1930 - 1938            | No existía la selección | No existía la selección | No existía la selección | No existía la selección | No existía la selección | No existía la selección | No existía la selección |
| 1950 - 1966            | No participó            | No participó            | No participó            | No participó            | No participó            | No participó            | No participó            |
| 1970                   | No clasificó            | No clasificó            | No clasificó            | No clasificó            | No clasificó            | No clasificó            | No clasificó            |
| 1974                   | No participó            | No participó            | No participó            | No participó            | No participó            | No participó            | No participó            |
| 1978                   | No participó            | No participó            | No participó            | No participó            | No participó            | No participó            | No participó            |
| 1982                   | No clasificó            | No clasificó            | No clasificó            | No clasificó            | No clasificó            | No clasificó            | No clasificó            |
| 1986                   | No clasificó            | No clasificó            | No clasificó            | No clasificó            | No clasificó            | No clasificó            | No clasificó            |
| 1990                   | No clasificó            | No clasificó            | No clasificó            | No clasificó            | No clasificó            | No clasificó            | No clasificó            |
| 1994                   | No clasificó            | No clasificó            | No clasificó            | No clasificó            | No clasificó            | No clasificó            | No clasificó            |
| 1998                   | No clasificó            | No clasificó            | No clasificó            | No clasificó            | No clasificó            | No clasificó            | No clasificó            |
| 2002                   | No clasificó            | No clasificó            | No clasificó            | No clasificó            | No clasificó            | No clasificó            | No clasificó            |
| 2006                   | No clasificó            | No clasificó            | No clasificó            | No clasificó            | No clasificó            | No clasificó            | No clasificó            |
| 2010                   | No clasificó            | No clasificó            | No clasificó            | No clasificó            | No clasificó            | No clasificó            | No clasificó            |
| 2014                   | No clasificó            | No clasificó            | No clasificó            | No clasificó            | No clasificó            | No clasificó            | No clasificó            |
| 2018                   | Descalificado           | Descalificado           | Descalificado           | Descalificado           | Descalificado           | Descalificado           | Descalificado           |
| 2022                   | No clasificó            | No clasificó            | No clasificó            | No clasificó            | No clasificó            | No clasificó            | No clasificó            |
| 2026                   | Por disputarse          | Por disputarse          | Por disputarse          | Por disputarse          | Por disputarse          | Por disputarse          | Por disputarse          |
| 2030                   | Por disputarse          | Por disputarse          | Por disputarse          | Por disputarse          | Por disputarse          | Por disputarse          | Por disputarse          |
| 2034                   | Por disputarse          | Por disputarse          | Por disputarse          | Por disputarse          | Por disputarse          | Por disputarse          | Por disputarse          |
| Total                  | 0/22                    | -                       | -                       | -                       | -                       | -                       | -                       |

### Copa Africana de Naciones
| Copa Africana de Naciones | Copa Africana de Naciones | Copa Africana de Naciones | Copa Africana de Naciones | Copa Africana de Naciones | Copa Africana de Naciones | Copa Africana de Naciones | Copa Africana de Naciones |
| Año                       | Ronda                     | J                         | G                         | E                         | P                         | GF                        | GC                        |
| ------------------------- | ------------------------- | ------------------------- | ------------------------- | ------------------------- | ------------------------- | ------------------------- | ------------------------- |
| 1957 - 1980               | No participó              | No participó              | No participó              | No participó              | No participó              | No participó              | No participó              |
| 1982                      | No clasificó              | No clasificó              | No clasificó              | No clasificó              | No clasificó              | No clasificó              | No clasificó              |
| 1984                      | No clasificó              | No clasificó              | No clasificó              | No clasificó              | No clasificó              | No clasificó              | No clasificó              |
| 1986                      | No clasificó              | No clasificó              | No clasificó              | No clasificó              | No clasificó              | No clasificó              | No clasificó              |
| 1988                      | No clasificó              | No clasificó              | No clasificó              | No clasificó              | No clasificó              | No clasificó              | No clasificó              |
| 1990                      | No clasificó              | No clasificó              | No clasificó              | No clasificó              | No clasificó              | No clasificó              | No clasificó              |
| 1992                      | No clasificó              | No clasificó              | No clasificó              | No clasificó              | No clasificó              | No clasificó              | No clasificó              |
| 1994                      | No clasificó              | No clasificó              | No clasificó              | No clasificó              | No clasificó              | No clasificó              | No clasificó              |
| 1996                      | No clasificó              | No clasificó              | No clasificó              | No clasificó              | No clasificó              | No clasificó              | No clasificó              |
| 1998                      | No clasificó              | No clasificó              | No clasificó              | No clasificó              | No clasificó              | No clasificó              | No clasificó              |
| 2000                      | No clasificó              | No clasificó              | No clasificó              | No clasificó              | No clasificó              | No clasificó              | No clasificó              |
| 2002                      | No clasificó              | No clasificó              | No clasificó              | No clasificó              | No clasificó              | No clasificó              | No clasificó              |
| 2004                      | Fase de grupos            | 3                         | 1                         | 0                         | 2                         | 6                         | 8                         |
| 2006                      | Fase de grupos            | 3                         | 1                         | 0                         | 2                         | 2                         | 5                         |
| 2008                      | No clasificó              | No clasificó              | No clasificó              | No clasificó              | No clasificó              | No clasificó              | No clasificó              |
| 2010                      | No clasificó              | No clasificó              | No clasificó              | No clasificó              | No clasificó              | No clasificó              | No clasificó              |
| 2012                      | No clasificó              | No clasificó              | No clasificó              | No clasificó              | No clasificó              | No clasificó              | No clasificó              |
| 2013                      | No clasificó              | No clasificó              | No clasificó              | No clasificó              | No clasificó              | No clasificó              | No clasificó              |
| 2015                      | No clasificó              | No clasificó              | No clasificó              | No clasificó              | No clasificó              | No clasificó              | No clasificó              |
| 2017                      | Fase de grupos            | 3                         | 0                         | 1                         | 2                         | 4                         | 8                         |
| 2019                      | Fase de grupos            | 3                         | 0                         | 1                         | 2                         | 1                         | 6                         |
| 2021                      | Fase de grupos            | 3                         | 1                         | 0                         | 2                         | 3                         | 4                         |
| 2023                      | Suspendido                | Suspendido                | Suspendido                | Suspendido                | Suspendido                | Suspendido                | Suspendido                |
| 2025                      | Clasificado               | Clasificado               | Clasificado               | Clasificado               | Clasificado               | Clasificado               | Clasificado               |
| 2027                      | Por definir               | Por definir               | Por definir               | Por definir               | Por definir               | Por definir               | Por definir               |
| Total                     | 6/35                      | 15                        | 3                         | 2                         | 10                        | 16                        | 31                        |

## Selección local

### Campeonato Africano de Naciones
| Campeonato Africano de Naciones | Campeonato Africano de Naciones | Campeonato Africano de Naciones | Campeonato Africano de Naciones | Campeonato Africano de Naciones | Campeonato Africano de Naciones | Campeonato Africano de Naciones | Campeonato Africano de Naciones |
| Año                             | Ronda                           | J                               | G                               | E                               | P                               | GF                              | GC                              |
| ------------------------------- | ------------------------------- | ------------------------------- | ------------------------------- | ------------------------------- | ------------------------------- | ------------------------------- | ------------------------------- |
| 2009                            | Fase de grupos                  | 3                               | 0                               | 3                               | 0                               | 3                               | 3                               |
| 2011                            | Fase de grupos                  | 3                               | 1                               | 0                               | 2                               | 2                               | 3                               |
| 2014                            | Cuarto lugar                    | 6                               | 2                               | 3                               | 1                               | 3                               | 2                               |
| 2016                            | Fase de grupos                  | 3                               | 0                               | 1                               | 2                               | 1                               | 3                               |
| 2018                            | No clasificó                    | No clasificó                    | No clasificó                    | No clasificó                    | No clasificó                    | No clasificó                    | No clasificó                    |
| 2021                            | Fase de grupos                  | 3                               | 0                               | 0                               | 3                               | 1                               | 5                               |
| 2023                            | No clasificó                    | No clasificó                    | No clasificó                    | No clasificó                    | No clasificó                    | No clasificó                    | No clasificó                    |
| 2025                            | No clasificó                    | No clasificó                    | No clasificó                    | No clasificó                    | No clasificó                    | No clasificó                    | No clasificó                    |
| Total                           | 5/8                             | 18                              | 3                               | 7                               | 8                               | 10                              | 16                              |

### Copa COSAFA
| Copa COSAFA | Copa COSAFA      | Copa COSAFA  | Copa COSAFA  | Copa COSAFA  | Copa COSAFA  | Copa COSAFA  | Copa COSAFA  |
| Año         | Ronda            | J            | G            | E            | P            | GF           | GC           |
| ----------- | ---------------- | ------------ | ------------ | ------------ | ------------ | ------------ | ------------ |
| 1997        | Primera ronda    | 1            | 0            | 0            | 1            | 1            | 2            |
| 1998        | Subcampeón       | 5            | 3            | 0            | 2            | 10           | 5            |
| 1999        | Cuartos de final | 1            | 0            | 1            | 0            | 1            | 1            |
| 2000        | Campeón          | 5            | 5            | 0            | 0            | 12           | 3            |
| 2001        | Subcampeón       | 4            | 2            | 1            | 1            | 4            | 2            |
| 2002        | Cuartos de final | 1            | 0            | 0            | 1            | 0            | 2            |
| 2003        | Campeón          | 5            | 5            | 0            | 0            | 8            | 1            |
| 2004        | Semifinal        | 2            | 1            | 1            | 0            | 5            | 0            |
| 2005        | Campeón          | 4            | 4            | 0            | 0            | 8            | 1            |
| 2006        | Semifinal        | 1            | 0            | 0            | 1            | 1            | 2            |
| 2007        | Fase de grupos   | 2            | 1            | 1            | 0            | 1            | 0            |
| 2008        | Cuartos de final | 1            | 0            | 1            | 0            | 0            | 0            |
| 2009        | Campeón          | 5            | 3            | 2            | 0            | 10           | 4            |
| 2010        | Cancelado        | Cancelado    | Cancelado    | Cancelado    | Cancelado    | Cancelado    | Cancelado    |
| 2013        | Subcampeón       | 3            | 1            | 1            | 1            | 3            | 4            |
| 2015        | Fase de grupos   | 3            | 2            | 0            | 1            | 4            | 4            |
| 2016        | Fase de grupos   | 3            | 1            | 2            | 0            | 7            | 2            |
| 2017        | Campeón          | 6            | 5            | 1            | 0            | 19           | 5            |
| 2018        | Campeón          | 3            | 1            | 2            | 0            | 5            | 3            |
| 2019        | Tercer lugar     | 3            | 1            | 2            | 0            | 4            | 2            |
| 2020        | Cancelado        | Cancelado    | Cancelado    | Cancelado    | Cancelado    | Cancelado    | Cancelado    |
| 2021        | Fase de grupos   | 4            | 0            | 2            | 2            | 3            | 6            |
| 2022        | No participó     | No participó | No participó | No participó | No participó | No participó | No participó |
| 2023        | No participó     | No participó | No participó | No participó | No participó | No participó | No participó |
| 2024        | Fase de grupos   | 3            | 2            | 0            | 1            | 3            | 2            |
| 2025        | Fase de grupos   | 3            | 1            | 0            | 2            | 3            | 3            |
| Total       | 22/24            | 68           | 38           | 17           | 13           | 112          | 54           |

## Últimos partidos y próximos encuentros
Actualizado al último partido jugado el 10 de junio de 2025
| Fecha      | Ciudad       | Local        | Resultado | Visitante | Competición                          |
| ---------- | ------------ | ------------ | --------- | --------- | ------------------------------------ |
| 19-11-2024 | Yaundé       | Camerún      | 2:1       | Zimbabue  | Clas. Copa Africana de Naciones 2025 |
| 20-03-2025 | Durban       | Benín        | 2:2       | Zimbabue  | Clasificación Copa Mundial 2026      |
| 25-03-2025 | Uyo          | Nigeria      | 1:1       | Zimbabue  | Clasificación Copa Mundial 2026      |
| 04-06-2025 | Bloemfontein | Zimbabue     | 0:0       | Mauricio  | Copa COSAFA 2025                     |
| 06-06-2025 | Mohammedia   | Burkina Faso | 2:0       | Zimbabue  | Partido amistoso                     |
| 07-06-2025 | Bloemfontein | Sudáfrica    | 2:0       | Zimbabue  | Copa COSAFA 2025                     |
| 10-06-2025 | Casablanca   | Níger        | 1:1       | Zimbabue  | Partido amistoso                     |
| 10-06-2025 | Bloemfontein | Mozambique   | 1:3       | Zimbabue  | Copa COSAFA 2025                     |

## Palmarés
Copa COSAFA: 6 (2000, 2003, 2005, 2009, 2017 y 2018)
Copa CECAFA: 1 (1985)

## Jugadores

### Última convocatoria
Lista de jugadores para la Copa Africana de Naciones 2021:
| No. | Pos. | Jugador            | Fecha de nacimiento (edad)         | Apa. | Goles | Club                |
| --- | ---- | ------------------ | ---------------------------------- | ---- | ----- | ------------------- |
| 21  | POR  | Talbert Shumba     | 12 de mayo de 1990 (35 años)       | 11   | 0     | Nkana               |
| 23  | POR  | Martin Mapisa      | 25 de mayo de 1998 (27 años)       | 2    | 0     | Zamora              |
| 1   | POR  | Petros Mhari       | 15 de abril de 1989 (36 años)      | 4    | 0     | Platinum            |
| 14  | DEF  | Onismor Bhasera    | 7 de enero de 1986 (39 años)       | 44   | 0     | SuperSport United   |
| 15  | DEF  | Teenage Hadebe     | 17 de septiembre de 1995 (29 años) | 35   | 4     | Houston Dynamo      |
| 6   | DEF  | Alec Mudimu        | 8 de abril de 1995 (30 años)       | 26   | 0     | Torpedo Kutaisi     |
| 12  | DEF  | Bruce Kangwa       | 24 de febrero de 1988 (37 años)    | 19   | 0     | Azam                |
| 20  | DEF  | Peter Muduhwa      | 11 de agosto de 1993 (31 años)     | 12   | 0     | Highlanders         |
| 5   | DEF  | Gerald Takwara     | 29 de octubre de 1994 (30 años)    | 14   | 0     | Ngezi Platinum      |
| 22  | DEF  | Takudzwa Chimwemwe | 26 de octubre de 1992 (32 años)    | 12   | 0     | Nkana               |
| 3   | DEF  | Jordan Zemura      | 14 de noviembre de 1999 (25 años)  | 6    | 0     | Bournemouth         |
| 2   | DEF  | Godknows Murwira   | 4 de julio de 1993 (31 años)       | 3    | 0     | Platinum Stars      |
| 16  | MED  | Kudakwashe Mahachi | 29 de septiembre de 1993 (31 años) | 44   | 5     | SuperSport United   |
| 13  | MED  | Thabani Kamusoko   | 2 de marzo de 1988 (37 años)       | 20   | 0     | ZESCO United        |
| 19  | MED  | Marvelous Nakamba  | 19 de enero de 1994 (31 años)      | 9    | 0     | Aston Villa         |
| 11  | MED  | Never Tigere       | 16 de diciembre de 1990 (34 años)  | 6    | 1     | Azam                |
| 7   | MED  | Ishmael Wadi       | 19 de diciembre de 1992 (32 años)  | 6    | 1     | JDR Stars           |
| 8   | MED  | Kundai Benyu       | 12 de diciembre de 1997 (27 años)  | 5    | 0     | Vestri              |
|     | MED  | Bill Antonio       | 3 de septiembre de 2002 (22 años)  | 1    | 0     | KV Mechelen         |
| 17  | DEL  | Knowledge Musona   | 21 de junio de 1990 (34 años)      | 52   | 25    | Al-Tai              |
| 10  | DEL  | Tino Kadewere      | 5 de enero de 1996 (29 años)       | 22   | 3     | Mallorca            |
| 18  | DEL  | Prince Dube        | 17 de febrero de 1997 (28 años)    | 14   | 7     | Azam                |
| 9   | DEL  | David Moyo         | 17 de diciembre de 1994 (30 años)  | 5    | 0     | Hamilton Academical |
| 19  | DEL  | Admiral Muskwe     | 21 de agosto de 1998 (26 años)     | 6    | 1     | Luton Town          |

## Entrenadores
- Danny McLennan (1968–1972)[10]
- Bill Asprey (1975–1978)[11]
- John Rugg (1980–1981)[12][13]
- Shepherd Murape (1981–1982)[13]
- Mick Poole (1985)[12][14][15]
- Ben Koufie (1988–1992)[16]
- Reinhard Fabisch (1992–1995)[12][17]
- Rudi Gutendorf (1995–1996)[18]
- Ian Porterfield (1996–1997)[19]
  -  Bruce Grobbelaar (1996)[20]
- Clemens Westerhof (1998–2000)[21][22]
- Misheck Chidzambwa (2000)[12][22]
- Wiesław Grabowski (interino- 2002/2002)[23][24]
- Sunday Chidzambwa (2003)[12]
- Rahman Gumbo (interino- 2004)[25]
- Sunday Chidzambwa (2004)[26]
- Charles Mhlauri (2004–2007)[27][12][28]
- Sunday Chidzambwa (2007)[29]
- Norman Mapeza (2007)[30]
- Luke Masomore (interino- 2007)[30][31]
- Valinhos (2008)[32][33]
- Sunday Chidzambwa (2008–2009)[34][12]
- Norman Mapeza (interino- 2009–2010)[35][36][37]
- Tom Saintfiet (2010)[38][39]
- Madinda Ndlovu (interino- 2010–2011)[40][41]
- Norman Mapeza (2011–2012)[42][43]
- Rahman Gumbo (interino- 2012)[44][45]
- Klaus Dieter Pagels (interino- 2012–2013)[46][47]
- Ian Gorowa (2013–2014)[48][49]
- Callisto Pasuwa (2015–2017)[50][51]
- Norman Mapeza (interino- 2017)[52]
- Wilson Mutekede (interino- 2017)[53]
- Sunday Chidzambwa (2017–2019)[12][54][55]
- Joey Antipas (interino- 2019–2020)[56]
- Zdravko Logarušić (2020–2021)[57][58]
- Norman Mapeza (interino- 2021–2022)[59][60]
- Sunday Chidzambwa (2023)[61]
- Baltemar Brito (interino- 2023)[62]
- Norman Mapeza (interino- 2024)[63]
- Jairos Tapera (interino- 2024)[64]
- Michael Nees (2024-)